# 25 декември
25 декември е 359-ият ден в годината според григорианския календар (360-и през високосна). Остават 6 дни до края на годината.

## Събития
- 800 г. – Карл Велики е коронован за император на Свещената Римска империя.
- 1000 г. – Основана е Унгария, като християнско кралство от Стефан I.
- 1066 г. – Провежда се коронация на Уилям Завоевателя като крал на Англия в Уестминстърското абатство, Лондон.
- 1599 г. – Основан е град Натал в Бразилия.
- 1818 г. – В нощта на 24 срещу 25 декември е изпълнена за първи път коледната песен Тиха нощ, свята нощ (Stille Nacht) (в църквата „Свети Никола“ в Оберндорф край Залцбург).

- 1896 г. – Излиза първият брой на италиански всекидневник Аванти в Рим.
- 1914 г. – Първата световна война: Точно след полунощ на Коледа, германските и британските войници на Западния фронт прекратяват стрелбите и започват да пеят коледни песни.
- 1926 г. – Хирохито става император на Япония.
- 1932 г. – Земетресение с магнитуд 7,6 в Гансу, Китай причинява смъртта на 70 000 души.
- 1939 г. – Коледна песен (A Christmas Carol) на Чарлз Дикенс е прочетена за първи път в ефира на радио CBS.
- 1941 г. – в Берлин под личния натиск на Фюрера е сключено Тайно българо-германско споразумение.
- 1941 г. – Втората световна война: Хонконг, дотогава британска колония, се предава на Япония след 18 дни кървава съпротива.
- 1947 г. – Влиза в сила конституцията на република Китай.
- 1973 г. – Компютърната мрежа ARPANET, предшественик на Интернет, се срива, когато програмен бъг кара целия трафик да се рутира през сървъра на Харвардския университет и да блокира сървъра.
- 1974 г. – Циклонът Трейси опустошава северния австралийски град Даруин.
- 1976 г. – Самолетът при полет 864 на „ЕджиптЕър“ катастрофира при заход към международното летище „Дон Муанг“, Банкок, Тайланд и убива 71 души.
- 1977 г. – Израелският министър-председател Менахем Бегин и египетският президент Ануар Садат си дават среща в Египет.
- 1978 г. – Спускаемият модул на съветския апарат Венера 11 достига повърхността на Венера.
- 1989 г. – Николае Чаушеску, бивш комунистически диктатор на Румъния и жена му Елена, са осъдени на смърт и разстреляни.
- 1991 г. – Президентът на СССР Михаил Горбачов подава своята оставка, след решението за разпадане на Съюза.
- 2000 г. – Китай и Виетнам подписват споразумение за подялба на акваторията на Тонкинския залив.
- 2002 г. – Пуснато е в движение метрото в Ню Делхи (Индия).
- 2003 г. – Самолетът при полет 141 на САТ се разбива на летището в Котону, Бенин при опит за излитане и убива 141 души на борда.

## Родени
- 7-4 пр.н.е. – Исус, приет от християните за Божия син († 29 г.-33)
- 40 пр.н.е. г. – Александър Хелиос, цар на Армения († ок. 25 пр.н.е. г.)
- 1250 г. – Йоан IV Дука Ласкарис, никейски император († 1305 г.)
- 1742 г. – Шарлот фон Щайн, приятелка на Гьоте († 1827 г.)
- 1776 г. – Симиън де Уит, американски географ († 1834 г.)
- 1858 г. – Никола Бочев, български военен деец († 1940 г.)
- 1862 г. – Иван Жабински, български офицер († 1926 г.)
- 1865 г. – Иван Потиров, български революционер († 1966 г.)
- 1866 г. – Йордан Митрев, български лесовъд († 1938 г.)
- 1873 г. – Хенри Брайлсфорд, британски журналист († 1958 г.)
- 1874 г. – Иван Минчев, български революционер († 1960 г.)
- 1875 г. – Йован Бабунски, сърбомански войвода († 1920 г.)
- 1875 г. – Стефан Иванов, български художник († 1951 г.)
- 1876 г. – Мохамед Али Джинах, основател на Пакистан († 1948 г.)
- 1878 г. – Луи Шевролет, швейцарски автомобилен дизайнер († 1941 г.)
- 1880 г. – Димитър Михалчев, български философ († 1967 г.)
- 1898 г. – Никола Балабанов, български актьор († 1969 г.)
- 1899 г. – Хъмфри Боугарт, американски актьор († 1957 г.)
- 1905 г. – Васка Емануилова, българска скулпторка († 1985 г.)
- 1906 г. – Ернст Руска, немски физик, Нобелов лауреат през 1986 г. († 1988 г.)
- 1912 г. – Стефан Сърчаджиев, български режисьор († 1965 г.)
- 1916 г. – Ахмед Бен Бела, президент на Алжир († 2012 г.)
- 1918 г. – Ануар Садат, президент на Египет, Нобелов лауреат през 1978 († 1981 г.)
- 1925 г. – Карлос Кастанеда, американски социолог († 1998 г.)
- 1927 г. – Герхард Холц-Баумерт, немски писател († 1996 г.)
- 1927 г. – Любен Дилов, български писател († 2008 г.)
- 1927 г. – Рам Нараян‎, индийски музикант
- 1929 г. – Кръстьо Хаджииванов, български поет († 1952 г.)
- 1932 г. – Гергина Тончева, директор на НГДЕК († 2020 г.)
- 1937 г. – Радослав Гайдарски, български лекар
- 1940 г. – Пит Браун, английски поет
- 1943 г. – Уилсън Фитипалди, бразилски автомобилен състезател
- 1944 г. – Жаирзиньо, бразилски футболист
- 1945 г. – Ноуъл Рединг, британски китарист († 2003 г.)
- 1949 г. – Сиси Спейсик, американска актриса
- 1954 г. – Ани Ленъкс, шотландска певица
- 1955 г. – Стаматис Краунакис, гръцки композитор
- 1961 г. – Ингрид Бетанкур, колумбийски политик
- 1963 г. – Анелия Раленкова, българска спортистка
- 1963 г. – Виолета Найденович, полска певица
- 1966 г. – Мауро Пикото, италиански диджей
- 1968 г. – Хелена Кристенсен, датска моделка
- 1969 г. – Митко Трендафилов, български футболист
- 1971 г. – Дайдо, британска певица
- 1976 г. – Армин ван Бюрен, холандски DJ
- 1976 г. – Туомас Холопайнен, финландски музикант (Nightwish)
- 1981 г. – Соня Йончева, българска оперна певица
- 1989 г. – Адриан фон Циглер, швейцарски композитор
- 1997 г. – Иван Соколов, български юрист

## Починали
- 795 г. – Адриан I, римски папа (* ?)
- 820 г. – Лъв V Арменец, император на Византия (* 775 г.)
- 1635 г. – Самюел дьо Шамплен, френски пътешествеик (* 1567 г.)
- 1683 г. – Кара Мустафа, турски паша (* 1634 г.)
- 1893 г. – Виктор Шьолшер, френски политик (* 1804 г.)
- 1925 г. – Карл Абрахам, германски психоаналитик (* 1877 г.)
- 1926 г. – Таишо, японски император (* 1879 г.)
- 1927 г. – Сергей Сазонов, съветски политик (* 1860 г.)
- 1930 г. – Ойген Голдщайн, германски физик (* 1850 г.)
- 1937 г. – Никола Парапанов, български военен деец (* 1874 г.)
- 1938 г. – Карел Чапек, чешки писател (* 1890 г.)
- 1942 г. – Православ Тенев, български военен деец (* 1862 г.)
- 1961 г. – Ото Леви, германски фармаколог, Нобелов лауреат през 1936 г. (* 1873 г.)
- 1963 г. – Хари Оберхолсер, американски орнитолог (* 1870 г.)
- 1977 г. – Чарли Чаплин, английски актьор (* 1889 г.)
- 1980 г. – Константин Гълъбов, български писател (* ?)
- 1983 г. – Жоан Миро, испански художник (* 1893 г.)
- 1989 г. – Елена Чаушеску, румънски политик (* 1916 г.)
- 1989 г. – Николае Чаушеску, румънски диктатор (* 1918 г.)
- 1992 г. – Моника Дикенс, американска писателка (* 1915 г.)
- 1995 г. – Дийн Мартин, американски певец (* 1917 г.)
- 1995 г. – Еманюел Левинас, френски философ (* 1905 г.)
- 2006 г. – Джеймс Браун, американски певец (* 1933 г.)
- 2007 г. – Иван Ванев, български поет (* 1938 г.)
- 2008 г. – Ърта Кит, американска актриса (* 1927 г.)
- 2016 г. – Джордж Майкъл, британски поппевец (* 1963 г.)

## Празници
- Рождество Христово (Според православения календар Имен ден имат Божидар, Божидара, Емануил, Емил, Емилия, Ицо, Ичо, Кристиан, Кристиана, Кристина, Кристиян, Кристияна, Младен, Младена, Рада, Радина, Радка, Радко, Радомир, Радомира, Радослав, Радослава, Радостин, Радостина, Румен, Румяна, Христа, Христалина, Христи, Христиан, Христин, Христина, Христина, Християн, Християна, Христо, Христофор.)
- Тайван – Ден на Конституцията
- Уругвай – Ден на семейството